# 九十九王子 (日高町)
本項目では、和歌山県日高郡日高町に所在する九十九王子（くじゅうくおうじ）について述べる。

## 九十九王子とは
九十九王子（くじゅうくおうじ）とは、熊野古道、特に紀伊路・中辺路沿いに在する神社のうち、主に12世紀から 13世紀にかけて、皇族・貴人の熊野詣に際して先達をつとめた熊野修験の手で急速に組織された一群の神社をいい、参詣者の守護が祈願された。
しかしながら、1221年（承久3年）の承久の乱以降、京からの熊野詣が下火になり、そのルートであった紀伊路が衰退するとともに、荒廃と退転がすすんだ。室町時代以降、熊野詣がかつてのような卓越した地位を失うにつれ、この傾向はいっそう進み、近世紀州藩の手による顕彰も行なわれたものの、勢いをとどめるまでには至らなかった。さらに、明治以降の神道の国家神道化とそれに伴う合祀、市街化による廃絶などにより、旧社地が失われたり、比定地が不明になったものも多い。
本記事では、これら九十九王子のうち、比定地が和歌山県日高郡日高町にある王子を扱う。

## 日高町の九十九王子
日高町の九十九王子は4社。

### 沓掛王子

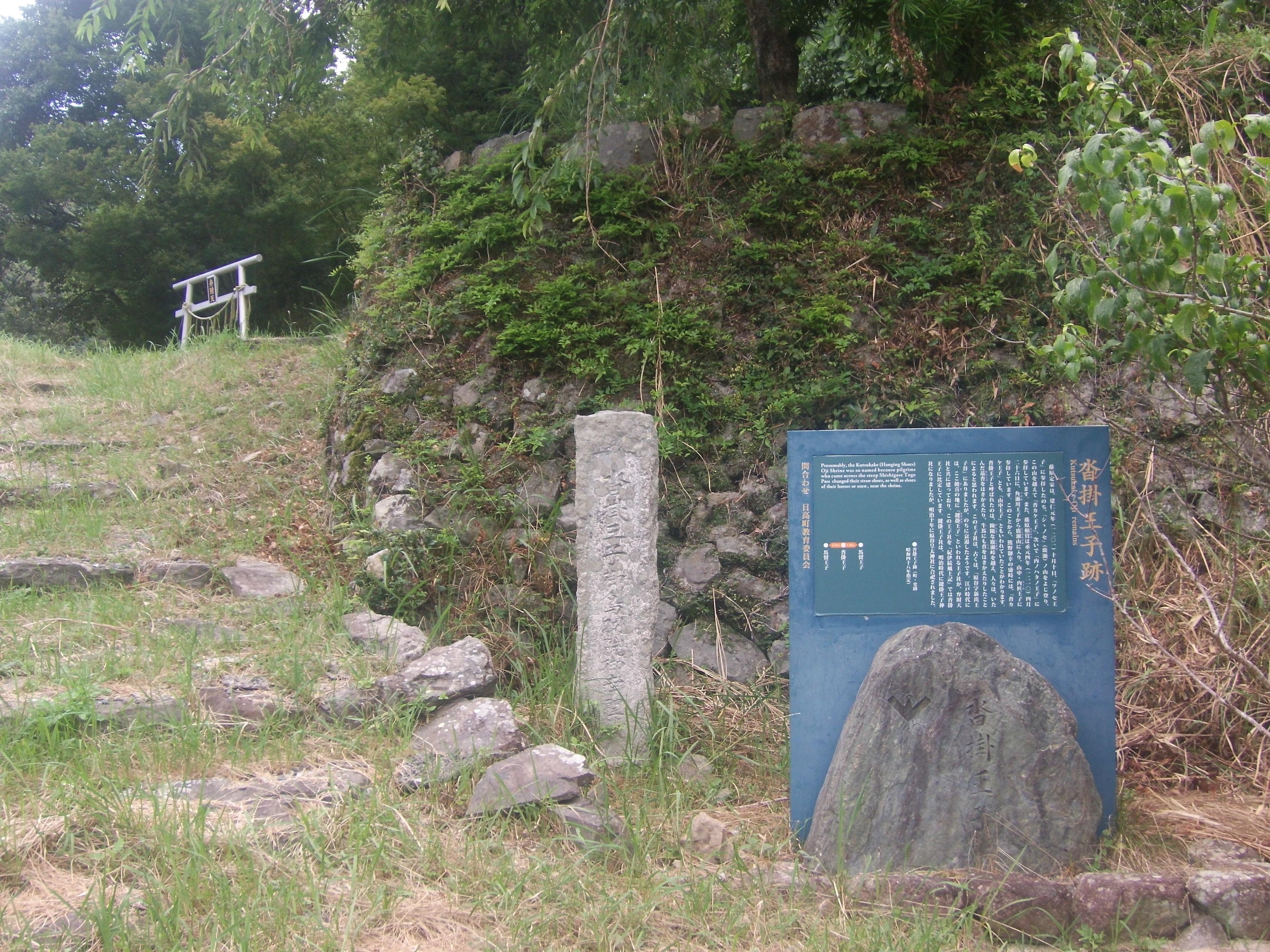
沓掛王子跡

馬留王子（和歌山県有田郡広川町）から南西に進み、急な坂道の鹿ヶ瀬峠（ししがせとうげ）の古道を越え、峠道を下りきったあたりを古い地名で王子谷といい、「熊野道間之愚記」（『明月記』所収）建仁元年（1201年）10月10日条に「超此山参沓カケ王子」と記された沓掛王子（くつかけおうじ）の旧址である（日高町原谷902）。
後世には鍵掛王子（かぎかけおうじ）と呼ばれたと見え、『紀伊続風土記』に「鍵掛王子 山口にあり、境内に弁財天社・長床あり」と記されていることを根拠に、前述の旧址とは別の字被喜の弁財天社（日高町原谷845）社地が社址と見なされてきた。しかし、「熊野道間之愚記」の記述と矛盾することや、王子谷に古くから小祠があって祭祀も行われていたことなどから、時期は不明ながら弁財天社に移祀されたものと推定されている。
1877年（明治10年）、弁財天社とともに原谷皇太神社に合祀された。字被喜の沓掛王子跡は日高町指定史跡（1973年〈昭和48年〉6月9日指定）。
- 所在地 - 日高町原谷845

### 馬留王子

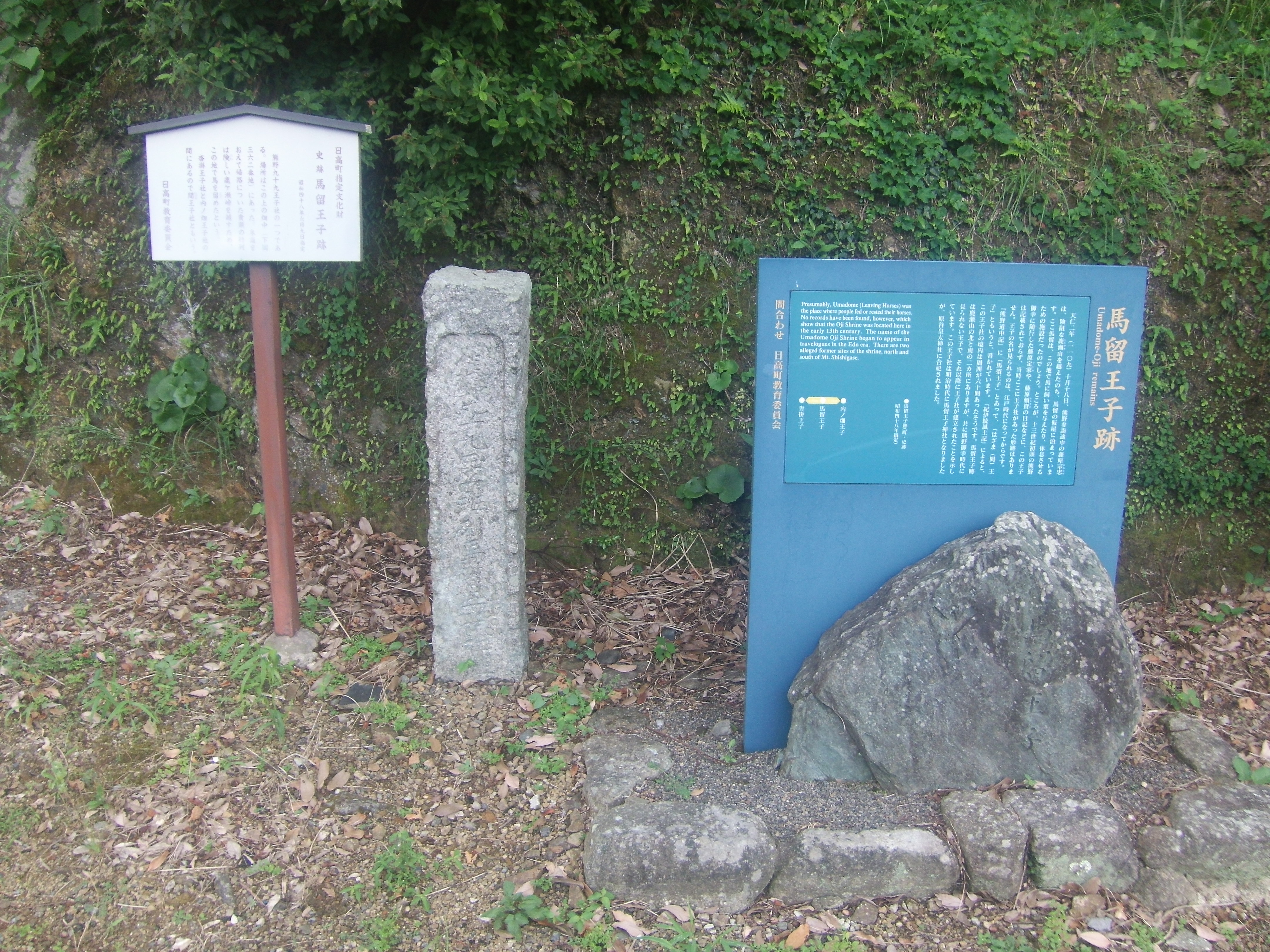
馬留王子跡

沓掛王子から再び南西に進み、原谷皇太神社を過ぎて光明寺の境内に隣り合って馬留王子（うまどめおうじ）の石碑が立っている。しかし、『和歌山県聖蹟』は、実際の跡は石碑より上のミカン畑の中であるとしている。
『中右記』天仁2年（1109年）10月18日条に「馬留」の地名は見えるものの王子については触れられておらず、「熊野道間之愚記」（建仁元年〈1201年〉）にも記述は見えず、『紀伊続風土記』は「馬留王子社」について境内60間と記している。現地では「間（ハザマ）王子」「駒留王子神社」とも称し、有田郡広川町の馬留王子と区別するために、広川町の馬留王子を東ノ馬留王子、日高町の馬留王子を西ノ馬留王子と称することがある。
1907年（明治40年）、原谷皇太神社に合祀された。日高町指定史跡（1973年〈昭和48年〉6月9日指定）。
- 所在地 - 日高町原谷362

### 内ノ畑王子

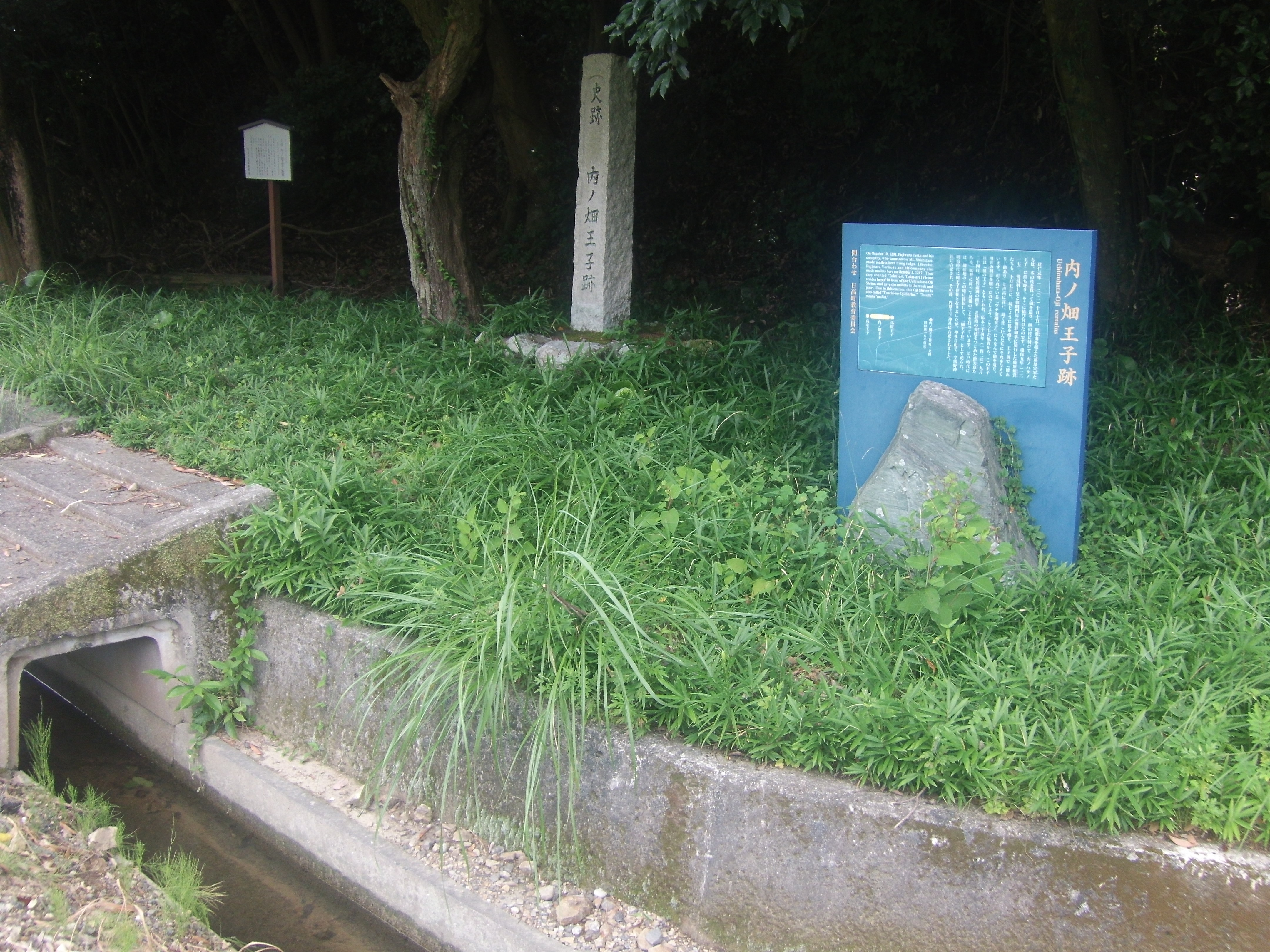
内ノ畑王子跡

馬留王子から和歌山県道176号井関御坊線沿いに南に進み、西川を渡ったところにある今熊野神社の前の川岸が内ノ畑王子（うちのはたおうじ）の旧址である（日高町萩原1500）。
『中右記』には見えず、「熊野道間之愚記」建仁元年（1201年）10月10日条に「内ノハタ王子」の名を記すほか、木の枝を刈って槌を作り、榊の枝を結びつけて王子に持参する風習があったとしており、同様の記述が『熊野詣日記』（応永34年〈1427年〉）にも見られる。こうした風習により、当地では槌王子（つちおうじ）とも呼ばれた。
日高町には槌王子という字がある（日高町萩原1507）が現在の社地とは離れていることから、もともと字槌王子にあった王子が近世までに衰退・荒廃し、現在の社地に移祀されたと推定されており、『紀伊続風土記』にもこの推定を裏付ける記述がある。1908年（明治41年）、原谷の今熊野神社に合祀され、その後内原王子神社に合祀された。今熊野王子社隣地の内ノ畑王子跡は日高町指定史跡（1973年〈昭和48年〉6月9日指定）。
- 所在地 - 日高町萩原1500

### 高家王子
内ノ畑王子から西川沿いに南へ進み、内原王子神社の社地が高家王子（たいえおうじ）の旧址である。
『中右記』天仁2年（1109年）10月19日条に「大家王子」の名が見えるが、「熊野道間之愚記」（建仁元年〈1201年〉）には地名は見えるものの王子の記述はなく、『源平盛衰記』巻四〇に平維盛が参詣したとある。王子のある字王子脇に隣接して東光寺という地名が残ることから、近世には「若一王子社」「東光寺王子社」の名でも呼ばれ（『続紀伊風土記』）、法華堂・祈願堂・不動堂・毘沙門堂・護摩堂といった別当寺院を従えていた。
高家の名の由来は、当王子が、中世の高家荘5ケ村の総氏神であったことによると考えられている。異説によれば、現比定地の北が旧址であるといい、その根拠として『中右記』にある「高家荘司の仮屋」と現比定地との位置関係に矛盾があること、また現比定地の旧地名が王子脇であることが挙げられている。
例年10月16日・17日（1897年〈明治30年〉までは旧暦9月）に、近隣の萩原・荊木・池田・高家の4地域が集まって例祭「萩原祭」が執行される。高家王子跡は和歌山県県指定史跡（1958年〈昭和33年〉4月1日指定）。

## 注
1. 1 2 3 4  平凡社[1997: 234]
2. 1 2 3 4  長谷川[2007: 86]
3. 1 2 3  “文化財・史跡明細”.   日高町教育委員会. 2009年10月4日閲覧。
4. ↑  西[1987: 120]
5. ↑  平凡社[1997: 115]
6. ↑  長谷川[2007: 85-87]
7. ↑  長谷川[2007: 87]
8. 1 2 3  長谷川[2007: 89]
9. 1 2 3 4 5  平凡社[1997: 109]
10. ↑  平凡社[1997: 109-110]
11. ↑  西[1987: 122]
12. 1 2  平凡社[1997: 110]
13. ↑  “県指定文化財・記念物”.   和歌山県教育委員会. 2009年10月4日閲覧。

## 文献
- 「角川日本地名大辞典」編纂委員会編、1985、『和歌山県』、角川書店（角川日本地名大辞典30） ISBN 404001300X
- 小山 靖憲、2000、『熊野古道』、岩波書店（岩波新書） ISBN 4004306655
- 西 律、1987、『熊野古道みちしるべ - 熊野九十九王子現状踏査録』、荒尾成文堂（みなもと選書1）
- 長谷川 靖高、2007、『熊野王子巡拝ガイドブック』、新風書房 ISBN 9784882696292
- 平凡社編、1997、『大和・紀伊寺院神社大事典』、平凡社 ISBN 458213402-5
- — 、1983、『和歌山県の地名』、平凡社（日本歴史地名大系31）